# Оккупация Калинина
Оккупа́ция Кали́нина — временное занятие войсками вермахта города Калинина (ныне — Тверь) во время Великой Отечественной войны, длившееся с 17 октября по 16 декабря 1941 года.
В планах немецкого командования городу Калинину отводилось важное значение как крупному промышленному и транспортному узлу, который планировалось использовать для дальнейшего наступления на Москву, Ленинград и северо-восток европейской части СССР. Вечером 14 октября 1941 года город был частично занят войсками группы армий «Центр». Северная часть Калинина и Затверечье оставались под контролем Красной армии. Бои в городе не прекращались ещё трое суток. 17 октября город полностью перешёл под контроль немцев. С началом оккупации была сформирована, при помощи немецких властей, местная администрация, активно действовали нацистские спецслужбы и карательные органы. С советской стороны в Калинине действовали агентура и резидентура, антинацистское подполье. На протяжении всего периода оккупации в Калинине и в непосредственной близости от него велись бои, сам город находился на военном положении. Ввиду важности оперативного района 19 октября 1941 года был образован Калининский фронт, и в ходе Калининской оборонительной операции советским войскам удалось остановить дальнейшее развитие наступления вермахта, а также неоднократно предпринимались попытки освободить город.
16 декабря 1941 года в ходе Калининской наступательной операции город был освобождён частями 29-й и 31-й армий Калининского фронта. Общая продолжительность оккупации составила 61 день. В ходе освободительных боёв Красная армия потеряла 20 000 человек, вермахт — 10 000 человек. За время боевых действий была уничтожена значительная часть промышленных предприятий и жилого фонда города и погибло около 2500 человек гражданского населения. Общий ущерб, причинённый народному хозяйству города, превысил 1,5 млрд руб.

## Обстановка на фронте, предшествовавшая занятию Калинина

### Немецкий прорыв Западного фронта
Утром 2 октября 1941 года в районе посёлка Холм-Жирковский, расположенного в 215 км от Калинина, 3-й танковая группа и пехотные дивизии 9-й армии вермахта начали наступление против сил Западного и Резервного фронтов. Ночью с 5 на 6 октября войска Западного фронта были отведены на рубеж Осташков, Селижарово, Ржев и ржевско-вяземский оборонительный рубеж. 7 октября моторизованный корпус противника подошёл к Вязьме, к 9 октября войска 22-й, 29-й и 31-й армий Западного фронта с боями отошли на рубеж Селижарово, Ельцы, Оленино, Сычёвка.
Оборонительная операция закончилась крупным поражением Красной армии. Значительно превосходящим силам группы армий «Центр» удалось прорвать оборону советских войск, создав благоприятные условия для наступления на Москву. 11 октября части 41-го моторизованного корпуса заняли Погорелое Городище и Зубцов (110 км от Калинина), 12 октября — Лотошино и Старицу (65 км от Калинина), передовые подразделения выдвинулись к Калинину.

### Значение Калинина в планах немецкого командования
Немецкое командование уделяло Калинину особое внимание. Город расположен на пересечении трёх транспортных артерий: Октябрьской железной дороги, шоссе Москва — Ленинград и реки Волги с выходом на канал Волга — Москва, имеющих ключевое стратегическое значение. Кроме того, в городе сходятся шоссейные дороги, ведущие из Ржева, Волоколамска, Бежецка, а также множество дорог местного значения. В Калинине располагался ряд крупных промышленных предприятий. С захватом города немецкое командование планировало создать угрозу охвата Москвы с севера и, в дальнейшем, использовать город для наступления на Москву, Ленинград и крупные промышленные центры страны — Ярославль, Рыбинск, Иваново.
Население Калинина, согласно переписи 1939 года, составляло 216,1 тыс. человек, из них более 60 тыс. были рабочими. В городе действовало 70 промышленных предприятий, в том числе крупнейшие в СССР в своей отрасли промышленности заводы — вагоностроительный и КРЕПЗ, три вуза, педагогический институт, три театра, два кинотеатра, шесть библиотек. Город был крупным центром подготовки химических войск — в нём располагались Калининское военное училище химической защиты, химбаза.

## Калининская оборонительная операция

### Немецкое наступление. Оборона Калинина

#### События, предшествовавшие немецкому наступлению
От Ржева до Калинина были подготовлены оборонительные сооружения, но советских войск на этом направлении не было, и немцы практически беспрепятственно подошли к Калинину. Ещё до подхода немецких частей обстановка в Калинине была очень напряжённой. В городе возникла паника, и неуспевшие бежать пытались запастись всем, чем можно, опасаясь голода. Участились случаи мародёрства. Женщины и старики оставляли свои дома; с детьми и спешно собранными пожитками, уходили в Затверечье, продвигаясь по Бежецкой дороге. Многие получали приют у местных сельских жителей. Но был голод, — варили крапиву с картофельными очистками. Многие не знали, где остались их близкие. Надежда тогда была на то, что реки Тверца и Волга задержут врага.
Из-за обстрелов в городе возникали пожары, которые некому было тушить. В докладной записке военный прокурор 30-й армии Березовский отметил:

К 22:00 13 октября сего года в городе не оказалось ни милиции, ни пожарной охраны, ни сотрудников УНКВД, за исключением майора госбезопасности тов. Токарева. Это последнее обстоятельство было вызвано трусостью заместителя начальника УНКВД капитана госбезопасности тов. Шифрина и начальника областной милиции капитана Зайцева.
Из документа следовало, что эти два человека, сговорившись, покинули город, уведя с собой сто сотрудников УНКВД и 900 милиционеров. Пожарная охрана также дезертировала из Калинина, но меры по её розыску не предпринимались.
Согласно донесению члена Военного совета 30-й армии о боях за город Калинин от 17 октября 1941 года, именно в этот период немцы начали усиленный обстрел города, который до 12 октября 1941 года никто не оборонял. В том же донесении местные власти Калинина обвиняются в беспечности и безответственности. Прибывшим в Калинин военным советом было принято решение об организации заградительных отрядов, которые составили политработники, особисты и сотрудники НКВД. В результате

было задержано не менее 1500 человек вооружённых красноармейцев и командиров различных армий и соединений, бежавших в направлении на Москву, из которых несколько человек было расстреляно на месте без суда и следствия.
Задержанных отправили на фронт. Примечателен следующий факт:

Все задержанные проверяются, и из вооружённых формируем подразделения, которые направляются на фронт. Задержанные без оружия направляются в запасный полк. У армии нет оружия для их вооружения.

#### Система советской обороны
Утром 12 октября на станцию Калинин прибыли эшелоны с 142-м и 336-м полками 5-й стрелковой дивизии под командованием подполковника П. С. Телкова. В стрелковых полках дивизии насчитывалось, в среднем, по 430 человек. Заместитель командующего Западным фронтом генерал-полковник И. С. Конев поставил дивизии задачу сдержать противника на подступах к городу и распорядился усилить её маршевой ротой и отрядом слушателей Высшего военно-педагогического института Калинина. Также в распоряжение дивизии было выделено несколько отрядов ополчения.
К 13 октября 1941 года передовые немецкие части достигли деревни Даниловское, расположенной в 20 километрах от Калинина. Немецкая авиация крупными силами начала интенсивную бомбардировку городских кварталов. В городе начались пожары. В тот же день западная окраина города подверглась интенсивному артиллерийскому обстрелу из района Черкасово. Танковые и моторизованные части противника пробивались к Калинину по Старицкому шоссе и 13 октября захватили деревню Мигалово. В ночь с 12 на 13 октября и днём 13 октября силы Красной армии заняли оборону на южной и юго-западной окраинах города, растянувшись на 14 километров. Однако сдержать противника они не смогли. 5-я стрелковая дивизия была оттеснена к полотну железной дороги, где заняла оборону, обеспечив проезд эшелона с 190-м полком. Несмотря на прибытие подкреплений, значительный численный перевес оставался на стороне немцев, из-за отсутствия танковой и авиационной поддержки дивизии отступили к восточной окраине города.
В ночь с 13 на 14 октября автотранспортом прибыла 256-я стрелковая дивизия (командир — генерал-майор С. Г. Горячев) в составе 934-го, 937-го стрелковых полков и 531-го лёгкого артиллерийского полка. В стрелковых полках, в среднем, было по 700 человек. 934-й стрелковый полк получил задачу оборонять Заволжье по Безымянному ручью северо-восточнее Черкасово, а 937-й стрелковый полк должен был сосредоточиться в городском саду, составляя резерв командующего армией.

#### Обстоятельства взятия Калинина немецкими войсками
К утру 14 октября 1941 года немцы подтянули к Калинину основные силы ударной группировки: 1-ю танковую дивизию, 900-ю моторизованную бригаду и часть сил 36-й моторизованной дивизии (около 20 тысяч человек), которые в 8—10 раз превосходили число обороняющихся.
Приказ командующего 41-го моторизованного корпуса командиру 1-й танковой дивизии с командного пункта в Даниловском гласил:

Овладеть городом Калинин и шоссейным мостом через Волгу в 2 километрах за ним!
В то время как боевая группа В (усиленный 1-й пехотный полк), прикрывая левый фланг дивизии и транспортные пути с севера, ещё отражала ожесточённые атаки советских частей на плацдарме у Старицы, главные силы дивизии приготовились к штурму Калинина.
Начали немецкую атаку два передовых подразделения. Подразделение майора барона фон Вольфа атаковало в 5 часов утра и действовало в направлении шоссе Лотошино — Калинин. В то же время 3-я рота 113-го стрелкового полка под командованием лейтенанта Кацмана атаковала Старицкое шоссе. Оба подразделения встретили значительное сопротивление у линии железной дороги и были вынуждены приостановить наступление.
К 10 часам 14 октября 142-й и 336-й стрелковые полки 5-й стрелковой дивизии занимали оборону на рубеже Желтиково — Никулино — Лебедево, контролируя Старицкое и Волоколамское шоссе. 190-й стрелковый полк сосредоточился в районе школы № 12 (южная часть города); слушатели курсов младших лейтенантов оборонялись в районе Бортниково; 934-й стрелковый полк 256-й стрелковой дивизии занимал оборону на рубеже Николо-Малица, ручей Межурка, не допуская прорыва противника в город вдоль левого берега Волги.
В 10 часов 30 минут 14 октября немецкие войска перешли в наступление по обоим берегам Волги, однако встретили значительное сопротивление советских войск на западной окраине Калинина. С 12 часов 30 минут начались уличные бои в городе. Боевые порядки советских войск подвергались массированным ударам вражеской авиации.
Части 5-й стрелковой дивизии под давлением превосходящих сил противника отошли в центр города и заняли оборону по реке Тьмаке. Уличные бои в южной части Калинина продолжались весь день и ночь. Немецкое наступление осуществлялось при поддержке огнемётных танков 101-го огнемётного танкового батальона, укомплектованного Flammpanzer II и полувзвода танков PzKpfw IV:

Начались тяжёлые уличные бои с храбро сражавшимися защитниками Калинина, которые прочно удерживали многочисленные узлы обороны в городе. Их удавалось заставлять отходить только после поджога их опорных пунктов огнемётными танками или из огнемётов… Это требовало много времени… В центре Калинина дрались остатки 113-го моторизованного батальона, 1-й батальон и 1-й танковый полк, усиленный огнемётными танками… Теперь мост (шоссейный мост через Волгу) словно магнит притягивал атакующих его стрелков. К ним присоединился огнеметный танк, который сопровождали два танка типа III. Они подавляли пулемётные точки… Наконец подвезённые миномёты открыли огонь дымовыми минами по позициям противника… Когда дым снова рассеялся, мы достигли уже дощатых стен стадиона.
Утром 15 октября 5-я стрелковая дивизия, понеся потери убитыми и ранеными до 400 человек, под давлением сил противника отошла на рубеж Константиновка — Малые Перемерки — Котово.
Части 256-й стрелковой дивизии противостояли меньшим силам противника и города не оставили, ведя в нём уличные бои. Особенно ожесточённые бои шли за Тверецкий мост, где силами 531-го артиллерийского полка под командованием лейтенанта А. И. Кацитадзе были отбиты несколько атак; впоследствии их поддержали прибывшие по направлению с Лихославля части 8-й танковой бригады.
Со стороны Горбатого моста советская оборона была сильна, и наступление немецких частей на этом участке города было остановлено. Также было остановлено немецкое продвижение и в Затверечье, что позволило командованию фронта создать прочную оборону на Бежецком шоссе.
Жители, выйдя за черту города, уходили в тыловые районы области трактами на Бежецк, Кимры, Кашин. Зарево пожаров над городом было видно за десятки километров.

### Действия советских войск. Образование Калининского фронта
Ситуация вокруг города Калинина развивалась по уже опробованному во время летней кампании сценарию: немецкие войска, захватывая ключевую позицию, вынуждали Красную армию её отбить, ведя бои на небольшом пространстве вокруг города. В связи с важностью оперативного направления, 19 октября 1941 года Верховным командованием Красной армии был образован Калининский фронт. Образование Калининского фронта имело важное стратегическое значение: соединяя армии Западного и Северо-Западного фронтов, он угрожал с фланга группе немецких войск, наступавших на Москву с севера, преградил немецким силам пути на север и восток и не дал развернуть наступление на Ленинград (которое могло бы создать критические условия для советских войск), способствуя обороне Москвы и Ленинграда осенью и зимой 1941 года.
Учитывая особое значение города, советское командование должно было принять ответные меры, но для организации полноценного контрнаступления не имело достаточно сил. В сложившейся ситуации исключительную роль для Калининского фронта и Московской оборонительной операции сыграли меры, предпринятые советским командованием в первые дни оккупации: рейд 21-й танковой бригады и действия оперативной группы Н. Ф. Ватутина.

#### Действия оперативной группы Ватутина
10 октября 1941 года для предотвращения продвижения противника к Калинину была создана оперативная группа войск под командованием начальника штаба Северо-Западного фронта генерал-лейтенанта Н. Ф. Ватутина. В неё вошли две стрелковые и две кавалерийские дивизии, 46-й мотоциклетный полк и 8-я танковая бригада. 13 октября приказом командующего Северо-Западным фронтом генерал-лейтенанта П. А. Курочкина 8-й танковой бригаде и 46-му мотоциклетному полку к концу 14 октября было предписано сосредоточиться в районе южнее Вышнего Волочка и быть готовыми действовать в направлении Торжок — Калинин.
Совершив за одни сутки двухсоткилометровый марш, 8-я танковая бригада и 46-й мотоциклетный полк сосредоточились в районе деревни Думаново (юго-восточнее Торжка), а передовые части, пройдя за сутки около 250 километров, подошли к деревне Каликино (шесть километров северо-западнее Калинина; ныне — посёлок Заволжский) и с ходу вступили в бой. Днём 15 октября к Калинину стали подходить основные силы оперативной группы, одновременно по шоссе на Торжок выступили силы немецкой армии. На северо-западной окраине Калинина завязался встречный бой, который длился около четырёх часов. К 14 часам 934-й стрелковый полк во взаимодействии с 8-м танковым полком бригады контратаковал противника и овладел Горбатым мостом. В 16 часов противник крупными силами пехоты с 30-ю танками перешёл в атаку. В бою немцы потеряли три танка, пять бронемашин, свыше 600 солдат и офицеров и отошли назад в город. К исходу дня группа закрепилась на северо-западных окраинах Калинина.
В 15 часов 16 октября части 1-й танковой дивизии (боевая группа полковника Хайдебранда) и 900-й моторизованной бригады нанесли удар из района станции Дорошиха в направлении на Николо-Малицу. Им удалось быстро прорвать оборону 934-го стрелкового полка 256-й стрелковой дивизии и к исходу дня выйти в район Медного. В боях под Медным 22—23 октября потери немцев составили до 1000 человек, 200 мотоциклов, до 30 танков, 15 орудий, множество автомашин и другой техники; отступавшие немецкие танки были прижаты в районе Дмитровского болота (между деревнями Черкасово и Щербовым), при этом их потери составили 70 танков. Таким образом, попытка немецкого командования использовать Калинин для дальнейшего наступления, была сорвана.

#### Рейд 21-й танковой бригады на Калинин
12 октября 1941 года начальником АБТУ Я. Н. Федоренко перед 21-й отдельной танковой бригадой была поставлена задача после получения танков следовать через Москву в Калинин, разгрузиться там и не допустить захвата города.
В связи с эвакуацией станций Калинин и Редкино, бригада была вынуждена разгружаться в Завидово и Решетниково.
Наступление на Калинин началось утром 17 октября тремя группами по Волоколамскому (группы М. А. Лукина, М. П. Агибалова) и Тургиновскому (группа И. И. Маковского) шоссе. В селе Пушкино группа разгромила немецкий штаб. В деревне Трояново (16 км от Калинина) танки бригады встретил плотный противотанковый огонь. В бою погиб командир полка майор Лукин. Часть танков смогла прорвать немецкие позиции. В Напрудном (10 км от Калинина) погиб капитан Агибалов. В Калинин прорвались восемь танков группы.
Танк Т-34 под № 3 старшего сержанта С. Х. Горобца оторвался от основной группы, с боями прорвался в центр Калинина, а затем — на его восточную окраину, где держала оборону 5-я стрелковая дивизия. Пока танк С. Х. Горобца успешно прорывался через город, на улицах Калинина были подбиты или сгорели в своих танках семь других экипажей из 1-го батальона капитана М. П. Агибалова.
Группа Маковского прорвала оборону на южной окраине города и устремилась в район железнодорожного вокзала, где немцы создали укреплённый район. Там группа понесла тяжёлые потери, сам Маковский был тяжело ранен.
По советским данным, в ходе рейда 17 октября 1941 года под Калинином и в самом городе было уничтожено 38 танков противника, до 200 автомашин, 82 мотоцикла, около 70 орудий и миномётов, не менее 16 самолётов на аэродромах, 12 цистерн с горючим, большое число солдат и офицеров, разгромлено три штаба.
Всего в боях с 16 по 19 октября 1941 года из состава 21-й танковой бригады было потеряно 25 танков (Т-34 — 21, БТ — 3 и Т-60 — 1) и 450 человек личного состава.

### Бои в городе
В черте города ареной боёв со второй половины октября стали Затверечье и часть Заволжской стороны на левом берегу Волги. Ключевым звеном в установлении контроля над этими частями города служил Тверецкий мост. Немцы стремились прорваться через него, чтобы овладеть Затверечьем и продвинуться на северо-восток по Бежецкому шоссе. Опасаясь советских контратак, каждую ночь немцы устраивали «иллюминации», зажигая по несколько домов, чтобы осветить пространство перед захваченными ими улицами.
На северо-западе в задачу сил вермахта входило ударом на Торжок и Вышний Волочёк создание угрозы окружения советских войск, находившихся западнее железной дороги Москва — Ленинград. Для её выполнения немецкие войска неоднократно, начиная с 15 октября, предпринимали попытки прорыва советской обороны Горбатого моста, обеспечивающего выход на Торжок. Бои эти первое время носили характер небольших стычек, а впоследствии — всё более ожесточённых.
Силами Красной армии неоднократно предпринимались попытки освободить Калинин. Первая такая попытка была предпринята 19 октября 1941 года:

Ставка Верховного Главнокомандования приказала в двухдневный срок (не позднее 21:10) овладеть городом Калинин. Поручить это людям, способным выполнить приказ.
Она не увенчалась успехом. В распоряжении штаба Калининского фронта от 24 октября 1941 года говорилось:

Решительно покончить с топтанием на месте. Калинин должен быть взят в течение суток. Всякое промедление и нерешительность пагубно отражается на ходе операции.
Наступление не принесло результатов, так как ситуация в городе была неизвестна, а силы противника оставались недооценёнными; наступление проводилось ограниченными силами, без подготовки и взаимодействия между родами войск и армиями. Даже после того, как стало известно, что в Калинине находятся три немецкие дивизии (1-я и 6-я танковые, 36-я моторизованная), штабом 30-й армии был издан приказ:

В 24:00 27.10 начать ночное наступление всеми силами по захвату Калинина. Всеми силами, со всех сторон навалиться на противника и коротким ударом покончить с его группировкой в районе Калинин. Поднимите всех и всё на быстрейший захват Калинина. Доносить каждые три часа.
При этом не оставалось времени на подготовку операции, и наступление не принесло ожидаемых результатов.
С середины октября 1941 года войска 31-й армии заняли оборону на фронте Медное — северные окраины Калинина. Перед войсками армии была поставлена задача: активными действиями помешать противнику перегруппировать свои войска, не дать ему возможность перебросить часть сил на Московское направление. Непосредственно у Калинина оборонялись части 252-й, 243-й и 256-й стрелковых дивизий. Передний край обороны проходил по левому берегу Волги — от устья Тьмы до Черкасово, вдоль опушки Комсомольской рощи западнее станции Дорошиха и Горбатого моста, по железнодорожным веткам, ведущим на Васильевский Мох и на химбазу, по улице Красина, Обозному переулку, Исаевскому ручью, улице Старобежецкой, через Бежецкое шоссе к перекрёстку улиц Стрелковой и Добролюбова, по улице Маяковского — до Волги восточнее Барминовки (современное местонахождение Восточного моста через Волгу).
К концу октября 1941 года 681-му, 418-му, 521-му полкам 133-й стрелковой дивизии удалось овладеть северо-западной частью Калинина — вплоть до улиц Скворцова-Степанова и Благоева. 27 октября 252-я стрелковая дивизия овладела станцией Дорошиха и также вступила в северо-западные кварталы Калинина.
На Калининском фронте в целом и под Калинином в частности шли ежедневные бои. В начале ноября наступила ранняя и суровая зима. Бои местного значения продолжались весь ноябрь. С 13 октября по 5 декабря части Калининского фронта уничтожили до 35 тысяч немецких солдат и офицеров, подбили и захватили 150 танков, 150 орудий разного калибра, большое количество мотоциклов и автомашин, сбили 50 самолётов. Маршал И. С. Конев характеризовал этот период войны следующим образом:

Непрерывные и кровопролитные сражения, которые хотя и не приносили нам ощутительных территориальных успехов, но сильно изматывали врага и наносили колоссальный урон его технике.
Войска Калининского фронта готовились к наступлению. Одним из этапов этой подготовки стала широкая разведка боем, проведённая 27 октября 1941 года и позволившая установить, что в немецкой обороне есть слабые места.

## Обстановка в оккупированном городе

### Немецкая деятельность

#### Военная деятельность
Город Калинин имел важное стратегическое значение для немецкого командования. Характерным примером этого является телеграмма, отправленная 18 октября из штаба группы армий «Центр» в 9-ю армию:

Командование группы армий считает необходимым ещё раз напомнить о том, что удержание г. Калинин имеет огромное значение.
С конца октября вплоть до 15 ноября части вермахта ускоренными темпами укрепляли занятые рубежи и сосредотачивали свои пехотные части. Укреплялся преимущественно правый, более высокий берег реки Волги, поскольку здесь проходили шоссейные и железные дороги в Москву, что имело важное стратегическое значение. Помимо стрелковых гнёзд с ходами сообщений, немцы строили дзоты, доты, блиндажи. Подбитые танки не вывозились, а использовались как огневые точки. Срезался берег реки для того, чтобы сделать более крутым подъём на него. Берега на всём протяжении обледенялись, чтобы сделать их недоступными, и были превращены в ледяные горы. Немецкая линия обороны представляла собой сплошную цепь дзотов и дотов по берегу, опорных пунктов в селениях, гнёзд пулемётчиков и автоматчиков. Линий таких было несколько. Укрепляя правый берег Волги, немцы в связи с движением Красной армии с северного, левого, берега, выдвинули вперед линию обороны в заречных частях города. Передовая линия немецкой обороны проходила дугой, концы которой упирались в западную и восточную части Заволжья, до Единоверческого и Волынского кладбищ. С левого берега Волги эта линия обороны пересекала реку Тверцу, шла по Исаевскому ручью, заканчивалась на востоке за чертой города, вблизи деревни Барминовки.
Немецкое командование продолжало стягивать под Калинин новые силы. Если 12—15 октября против советских войск действовали передовые части, совершившие прорыв, то уже в конце октября в город были введены из резерва 161-я и 110-я пехотные дивизии. После поражения 1-й танковой дивизии и 900-й моторизованной бригады в боях с оперативной группой Ватутина 15—22 октября немецкое командование перебросило в район Калинина 6-ю, 26-ю, 161-ю пехотные и 14-ю моторизованную дивизии.
К концу октября под Калинином вермахт сосредоточил 9-ю армию, состоявшую из 86-й, 110-й, 129-й, 151-й, 161-й и 162-й пехотных дивизий, а также 6-ю, 25-ю, 102-ю, 106-ю, 123-ю, 253-ю, 256-ю, 261-ю, 262-ю пехотные дивизии, 106-ю, 125-ю, 129-ю, 151-ю мотомеханизированные дивизии и полк СС «Мертвая голова».

#### Система оккупационной власти в городе
Калининскую ортскомендатуру под номером 1/302 возглавлял обер-лейтенант Меллер, и подчинялась она командиру 161-й пехотной дивизии генералу Рекке. Кроме СД, в городе был и другой карательный орган — ГФП (тайная полевая полиция). Шефом местного гестапо был назначен Крюгге, отделение СД из зондеркоманды 7-а возглавлял гауптшарфюрер Ойген Штеймле. Комендантом города был назначен подполковник Лисман. В здании восьмилетней школы № 7 (ул. Советская, д. 1), был расположен военный госпиталь, в доме Красной армии (ул. Советская, д. 14) — офицерский клуб, в здании клуба «Текстильщик» (Двор Пролетарки, д. 93) — казино.
Существуют сведения, что в период оккупации городу Калинину было возвращено историческое название — Тверь.

##### Городская управа
Во главе города стояла городская управа, возглавляемая бургомистром. Бургомистр был должностным и административным начальником всех подчинённых ему чиновников, подведомственных ему организаций и учреждений.
25 октября проходили выборы городского бургомистра и управления. К этому времени город был разбит на восемь районов. На северной окраине города, в Заволжском и Затверецком районах продолжались боевые действия, поэтому выборы там не проводились. Сбор жителей состоялся на Станционной улице; тот, кто хотел пробиться в начальство, выдвигал свою кандидатуру, прочие не возражали. Так, старшиной Привокзального (Станционного) района стал А. Н. Воскресенский, Центрального района — некто Калинин. После этого старшины утвердили «рекомендованную» немцами на должность бургомистра кандидатуру Ясинского, Валерия Амвросиевича, бывшего дворянина, воевавшего в армии Колчака.
Созданная городская управа была разделена на 16 (18) отделов, включая личную канцелярию бургомистра, штаб охраны (полицию) и отделы: административный, хозяйственный, технический, медико-санитарный, просвещения, связи, строительный, жилищный, лесопильно-топливный, автотранспортный, конно-транспортный, финансовый, промышленный, пропаганды. Городская управа располагалась на ул. Красноармейской (ныне Новоторжской), дом 31.
Должностные оклады чиновников городской управы составляли:
- Бургомистр — 800 руб. в месяц
- Секретарь — 650 руб. в месяц
- Заведующий отделом — 650 руб. в месяц
- Заместитель заведующего отделом — 515 руб. в месяц
- Бухгалтер отдела — 400 руб. в месяц
- Кассир-счетовод финансового отдела — 400 руб. в месяц
- Переводчик — 400 руб. в месяц
- Машинистка — 400 руб. в месяц

##### Вспомогательная полиция
В городе действовала созданная оккупационной администрацией «русская вспомогательная полиция» — орган поддержания порядка, состоявший из пошедших на сотрудничество с немцами граждан. Полицейское отделение возглавил бывший ротмистр Бибиков, Владимир Михайлович. Заместителем начальника полиции стали Николай Сверчков и некто Дилигенский. Основной задачей полиции являлось выявление советских подпольщиков и агентуры, для чего была создана широкая сеть осведомителей, насчитывавшая 1500—1600 человек.
Служащие полиции получали жалование за счёт городской управы по следующим ставкам:
- начальник службы порядка — 15 руб. в день;
- заместитель начальника — 12 руб. 50 коп. в день;
- начальник подотдела — 10 руб. в день;
- полицейский (страж) — 5 руб. в день.

##### Административно-территориальное деление города
В соответствии с устоявшейся практикой, проводимой на оккупированных территориях, в крупных городах сохранялось деление на районы. Город Калинин был разбит на восемь районов: Центральный, Пролетарский, Первомайский, Привокзальный, Завокзальный, Новопромышленный, Заволжский и Затверецкий.
В восьми районах Калинина были сформированы районные управы, которыми руководили старшины. Каждый район делился на участки, возглавляемые участковыми, выполнявшими полицейские функции. Участковые подчинялись одновременно старшине и начальнику штаба охраны городской управы, кроме того, имели прямую связь с гестапо. Участок, в свою очередь, делился на кварталы, каждый из которых возглавлял квартальный, которому подчинялись коменданты многоквартирных домов.

#### Органы немецкой контрразведки
Зондеркоманда 7-а, следовавшая за частями 9-й немецкой армии, прибыла в город Калинин 28 октября 1941 года. Её штаб состоял из четырёх отделов, главным из которых был отдел СД — службы безопасности, известной в городе как гестапо. Оперативный состав СД насчитывал около 25 человек.
СД прибыла в Калинин 28—30 октября 1941 года и до 17 ноября размещалась по Советской ул. в д. № 86, а затем переехала на площадь Ленина, в здание бывшего горкомхоза, где размещалась до момента отступления немцев в середине декабря 1941 года. По агентурным данным в СД имелось четыре отдела:
1. Отдел безопасности, который возглавлял начальник СД оберштурмбанфюрер СС Ойген Штеймле. Сотрудники отдела занимались агентурной и следственной работой.
2. Отдел по изучению структуры и методов работы советских органов. Начальником отдела являлся Гроссе, его заместителями Шереник и Реймер. Сотрудники отдела занимались сбором советской литературы, получением сведений через агентуру и допросы граждан о структуре и работе руководящих партийных и советских органов, о состоянии сельского хозяйства, здравоохранения, школ, библиотек и добровольных обществ.
3. Отдел регистратуры занимался вопросами учёта работников местной гражданской администрации и полиции и регистрацией евреев.
4. Управление фервальтунг, занимавшееся административными, финансовыми вопросами и снабжением.

ГФП размещалась по ул. Софии Перовской, 15, в здании бывшего торфотреста, в подчинении которой находилась криминальная полиция, начальником которой был Стефан Юзефович Поннер (пол. Stefan Ponner). Структура, личный состав и продолжительность пребывания ГФП в Калинине изучены не были. Там же размещался штаб полевой жандармерии при 161-й пехотной дивизии, которую возглавлял лейтенант Хейдер.
СД и ГФП с помощью агентов-провокаторов выявляли в городе советских разведчиков, партизан, коммунистов, комсомольцев и всех жителей, высказывавших недовольство «новым порядком». С прибытием в Калинин зондеркоманды началась волна массовых арестов. Тюрьма, оборудованная в подвалах здания, где разместилась эта команда, была переполнена. Перед отступлением немцев из города большинство арестованных было расстреляно в районах Московской заставы и Первомайской рощи.

#### Немецкая пропаганда
Сразу после взятия города немцы развернули свою пропаганду. Среди населения распространялись агитационные листовки об успехах немецкой армии и поражениях советской. По данным спецсообщения помощника начальника управления НКВД о результатах агентурной разведки в тылу противника от 18 октября 1941 года, среди населения появились слухи о скором разгроме Красной армии и о взятии противником Москвы и Ленинграда, о том, что советская власть скрывала от людей многие продукты и товары. После своего избрания 25 октября 1941 года, бургомистр В. А. Ясинский выступил перед жителями города, обвиняя советскую власть в угнетении народа, умышленном уничтожении продовольствия перед отступлением, призывал помочь городской управе личным трудом в борьбе с разрухой, а все продовольственные ресурсы города объединить «для равномерного распределения среди честных граждан». В городе была создана газета «Тверской вестник» (редактор К. И. Никольский), в которой публиковались материалы пропагандистского и антисоветского содержания.
Особое внимание уделялось искоренению советской идеологии. Из библиотек были изъяты и уничтожены книги марксистского и коммунистического содержания. Прочие книги не уничтожались. В школьных учебниках работниками отдела просвещения была произведена замена слов: «колхоз» — «деревня», «колхозник» — «крестьянин», «товарищ» — «гражданин», «господин», «СССР» — «Россия», «советский» — «русский». Городские статуи Ленина и Сталина были сброшены. На площади Ленина вместо монумента немцы установили большую свастику.

#### Политика в отношении религии
В соответствии с указаниями Гитлера, данными им в конце июля 1941 года, приказом Верховного командования вермахта от 6 августа 1941 года и директивами командующим тыловыми областями групп армий от 2 октября 1941 года, немецким военнослужащим запрещалось оказывать какое-либо содействие в возрождении религиозной жизни на восточных территориях. На практике оккупационные войска и администрация поддерживали возрождение церковной жизни. Так, при поддержке бургомистра В. А. Ясинского в центре Твери возобновил работу закрытый большевиками Вознесенский собор. Благоприятное отношение к церкви противопоставлялось немецкой пропагандой антирелигиозной политике советской власти. Отмечались также случаи использования церкви для непосредственной пропаганды прогерманских идей, также отмечены факты внедрения основ религиозного воспитания в учебные планы школ.

#### Немецкие воинские захоронения
В городе было устроено не менее четырёх воинских захоронений солдат и офицеров вермахта. Крупнейшее из них — «Кладбище героев Калинина» (нем. Heldenfriedhof in Kalinin) — располагалось на площади Революции перед путевым дворцом. Писатель Борис Полевой, прибывший в освобождённый город, назвал это кладбище «коммунальными могилами». Ещё одно захоронение было устроено на площади Ленина (в соответствии с прусскими военными традициями захоронения часто устраиваются возле центра города). Захоронение, по немецким документам значившиеся как Heldenfriedhof 2, находилось в Детском парке. Также захоронения существовали на территории трамвайного парка и ипподрома.
После освобождения Калинина трупы немецких солдат были выкопаны и перезахоронены. В частности, тела с «Кладбища героев Калинина» были перевезены и захоронены в северной части Волынского кладбища. В 2008 году поисковыми отрядами там было обнаружено не менее 200 тел солдат и офицеров вермахта.

### Положение гражданского населения
Немецкий прорыв произошёл стремительно. За несколько дней город из тылового стал прифронтовым, а ещё через несколько дней в него вошли немецкие части.
После эвакуации и взятия города немецкими войсками гражданского населения в городе осталось не более 35 000 человек. В первые пять—шесть дней безвластия в городе шли грабежи магазинов, фабрик, предприятий, в которых участвовало и местное население; немецкие войска не препятствовали этому.
Всё время оккупации за город велись постоянные бои, поэтому сам город и местные жители подвергались частым обстрелам советской артиллерии.
В городе был назначен комендантский час с 16 до 8 (в остальное время — только по спецпропускам), переход через Волгу и Тверцу по льду был запрещён — только по мостам. Нарушившие запрет расстреливались на месте. Согласно приказам комендатуры, партизан предписывалось вешать, а заподозренных в связи с ними — расстреливать на месте, казни проводить публично, а тела не убирать. Всех подозрительных мужчин в возрасте от 17 до 50 лет отправляли в лагеря для военнопленных, женщин и подростков — на принудительные работы. В конце октября немцы переселили всех жителей в центральную часть города, покидать которую было строго запрещено.
Работники предприятий города делились на восемь разрядов:
- 1-й разряд (ученики всех возрастов) — 1 руб. 80 коп. в час;
- 2-й разряд (неквалифицированная рабсила) — 1 руб. 25 коп. в час;
- 3-й разряд (малоквалифицированная рабсила) — 1 руб. 50 коп. в час;
- 4-й разряд (квалифицированные рабочие) — 2—3 руб. в час (по выработке);
- 5-й разряд (мастера и старшие рабочие) — 3—4 руб. в час;
- 6-й разряд (служащие-канцеляристы) — до 300 руб. в месяц (по выработке);
- 7-й разряд (служащие: бухгалтеры, кассиры и т. п.) — до 500 руб. в месяц (по выработке);
- 8-й разряд (руководящие работники: зав. отделением, уполномоченные, инженеры и т. п.) — до 800 руб. в месяц.

| Цены на некоторые продовольственные товары до и в период оккупации | Цены на некоторые продовольственные товары до и в период оккупации | Цены на некоторые продовольственные товары до и в период оккупации | Цены на некоторые продовольственные товары до и в период оккупации |
| Наименование                                                       | Цена до оккупации                                                  | Цена в период оккупации                                            | Цена после оккупации                                               |
| ------------------------------------------------------------------ | ------------------------------------------------------------------ | ------------------------------------------------------------------ | ------------------------------------------------------------------ |
| Хлеб (85 % муки)                                                   | 1 руб. 70 коп./кг                                                  |                                                                    |                                                                    |
| Мука ржаная                                                        | 1 руб. 60 коп./кг                                                  | 375 руб./кг                                                        |                                                                    |
| Молоко                                                             | 2 руб./л                                                           | 100—200 руб./л                                                     | 50-60 руб./л                                                       |
| Картофель                                                          | 37 коп./кг                                                         | 62 руб. 50 коп /кг                                                 | 3—5 руб./шт                                                        |
| Яйцо куриное                                                       | 5—6 руб./десяток                                                   | 700 руб./десяток                                                   | 140—200 руб./десяток                                               |
| Свинина                                                            |                                                                    |                                                                    | 320—350 руб./кг                                                    |

При получении работником питания из зарплаты удерживалось: 5 руб. 50 коп. — за суточное питание, 2 руб. 50 коп. — за обед, 1 руб. 50 коп. — за завтрак и ужин. В случае двухдневного прогула руководители предприятий имели право отбирать недельный талон на получение питания.
До войны в Калинине жило около 2400 евреев, большая часть из них успела эвакуироваться из города до начала оккупации. Однако историк Альберт Каганович пишет, что за 2 дня до взятия города командующий Западным фронтом Иван Конев убеждал толпу людей, требующих срочной эвакуации, что опасности никакой нет. В результате спаслись лишь те, кто ему не поверил и бежали сами.
По данным тверского исследователя И. А. Мангазеева, в оккупированном городе оставалось около 60 евреев, старшим иудейской общины был часовой мастер Леопольд Абрамович Либерман. Отмечается, что еврейское гетто создано не было, сведений о том, что евреи носили отличительные знаки, также не имеется. Сведений об антиеврейской деятельности «СД» в г. Калинине не обнаружено.
По данным историка Ильи Альтмана, в городе осталось около 250 евреев, и 200 из них были расстреляны за период оккупации.

### Коллаборационизм населения

#### Причины коллаборационизма
На сотрудничество с немцами шли граждане самых разных социальных слоёв. Коллаборационизм населения имел широкий спектр причин: противоречия между властью и народом, заложенные в репрессивной системе СССР, антисоветские настроения ряда граждан, соображения практической целесообразности, порождённые сложившейся обстановкой. Арестованная органами Калининского НКВД Н. П. Евдокимова объяснила мотивы своего сотрудничества с оккупантами следующим образом:

Мое социальное происхождение (дворянское) служило поводом к тому, что меня неоднократно увольняли с работы, и вследствие этого мне приходилось испытывать материальные трудности. Кроме того, у меня было два брата, оба офицеры царской армии. Один из них, боясь репрессий советской власти, покончил жизнь самоубийством ещё в начале Октябрьской революции, а второй, несколько позже, будучи репрессирован советской властью, умер в тюрьме… Все это возбудило во мне ненависть к советской власти, и с приходом немцев в город Калинин я охотно встала на путь предательской деятельности.

#### Коллаборационизм интеллигенции
По мнению историка И. Г. Еромолова, причины коллаборационизма со стороны интеллигенции заключались, в том числе, в стремлении сохранить научные и культурные ценности в оккупированном городе. С другой стороны, немецкие власти использовали интеллигенцию для пропаганды прогерманских идей посредством газет и листовок, к созданию которых привлекалась интеллигенция .
Так, заведующий кафедрой литературы Калининского педагогического института В. Я. Гнатюк и редактор газеты «Тверской вестник» К. И. Никольский в период оккупации занимались подготовкой материалов пропагандистского характера. Заслугой Гнатюка и других сотрудников библиотеки, явилось сохранение научных ценностей института и институтской библиотеки. Наиболее ценные книги и оборудование физического кабинета было укрыто от немцев в подвалах института. Для сохранения остального Гнатюк вступил в переговоры с капитаном немецкой армии, доцентом Гиссенского университета, при посредничестве которого научные ценности удалось сохранить. За два дня до освобождения Калинина Гнатюк добровольно поступил на службу в городскую управу на должность начальника биржи труда.
Аналогичную направленность имела деятельность преподавателя Калининского педагогического института С. Н. Юренева, участвовавшего в создании Калининской картинной галереи. Вынужденный остаться с больной матерью, он возглавил брошенную Калининскую картинную галерею и лично спрятал наиболее ценные экспонаты. В дальнейшем он поступил на службу к немцам и был назначен начальником отдела народного просвещения и директором музея «Путевой дворец». Он же стал создателем Ассоциации интеллигенции. Его заслугой являлось сохранение экспонатов калининского музея и библиотеки пединститута.
С. В. Виноградов, художественный руководитель Калининского драматического театра, остался в оккупированном городе для сохранения коллекции картин и фарфора. Согласно показаниям свидетелей, в период оккупации сотрудничал с оккупантами и вёл антисоветскую агитацию.
После освобождения Калинина некоторые представители интеллигенции были арестованы по обвинению в сотрудничестве с врагом.

#### Российское национал-социалистическое движение
В Калинине в период оккупации была создана достаточно крупная организация «Российское национал-социалистическое движение» (РНСД). Главным организатором стал офицер германской армии В. Ф. Адриас (сын эмигрировавшего в 1918 г. в Германию помещика). Программа организации предусматривала создание с помощью немцев самостоятельного русского государства, восстановление частной собственности. Первичные организации РНСД планировалось создать по всей стране, вовлекая в них в основном молодёжь, а по достижении достаточной численности организации — реорганизовать её в Российскую национал-социалистическую партию. Осуществить эти планы не удалось из-за скоротечности оккупации Калинина, по снятии которой деятельность РНСД сошла на нет.

### Антинацистская деятельность

#### Калининское антинацистское подполье
Сразу после оккупации города войсками вермахта в Калинине возникло антинацистское подполье, агенты НКВД вели активную разведывательную деятельность. В состав подполья входили две группы: Н. А. Нефёдова и К. Н. Елисеева, действовавшие под руководством и по заданиям разведорганов Калининского фронта и НКВД в контакте с Калининскими горкомами ВКП(б) и ВЛКСМ.
Группа Нефёдова занималась диверсионной деятельностью: уничтожала часовых, отдельных солдат и офицеров противника, выводила из строя его боевую технику, нарушала связь. В канун 24-й годовщины Октябрьской революции члены группы установили красный флаг на крыше бывшего спортзала на улице Урицкого (ныне — Трёхсвятская улица).
Члены группы Елисеева вели разведработу, расклеивали на улицах города тексты обращения Калининского обкома ВКП(б) к населению. Связные группы Никель Куркова и Сережа Васильев трижды переходили линию фронта и доставляли в разведотдел фронта данные о противнике, подростки Витя Макаров и Тося Корягина — в штаб 243-й стрелковой дивизии. По заданию командования 192-го стрелкового полка и чекистов 5-й стрелковой дивизии, разведку в оккупированном Калинине вели также рабочие завода КРЕПЗ (ныне — комбинат «Искож») А. Абрамов и Л. Немтинов. Комсомолка О. Баранова по заданию советских разведорганов поступила на службу в тайную полевую полицию и в течение месяца информировала командование о планах и мероприятиях гитлеровцев; в конце ноября (или начале декабря) разведчица была схвачена врагом и 6 декабря 1941 года расстреляна.
Помимо этого, население активно помогало частям Красной армии в налаживании коммуникаций. Так, при участии местных жителей, сапёрами 72-го инженерно-сапёрного батальона на реке Тверца было построено четыре моста грузоподъёмностью в 16 и 60 тонн.
По неполным данным, в подпольной работе в Калинине участвовали свыше 400 человек, многие из них были схвачены гестапо и уничтожены вместе с сотнями мирных граждан в декабре 1941 года. Среди погибших были С. Васильев, Н. Куркова, Б. И. Полев, Е. Логунов, В. Иванов, Е. Карпов, Е. Инзер, С. Оспельников, Г. Артемьев и другие. После освобождения города советскими войсками павшие подпольщики были похоронены в братских могилах Московского района.

#### Агентурная работа
Сразу же после оккупации Калинина в городе начала работать советская агентура, с помощью которой собирались сведения о происходящем на оккупированной немцами территории.
13 ноября с заданием уничтожить немецкого коменданта в городе Калинине была направлена агент «Цветкова». С 15 по 17 октября она устанавливала личность коменданта, изучала пути его следования на работу и домой. Было намечено место убийства. Зарегистрировавшись в комендатуре как безработная, она убедилась в наличии коменданта на месте и стала ждать его у выхода. В 17 часов комендант и его заместитель вышли из комендатуры и направились к дому. Один из них зашёл в дом, другой остался ждать у входа. «Цветкова» подошла к стоящему человеку и двумя выстрелами в упор застрелила его. Бросив револьвер рядом с телом и передав документы убитого сопровождающему её мальчику Володе, под видом маскировки начала оказывать медицинскую помощь пострадавшему, а сбежавшимся немцам рассказала, что видела убийцу, и указала направление, куда он якобы скрылся. В результате она даже не была задержана как свидетель убийства, тем не менее, убитым оказался заместитель коменданта.
Не всем агентам удавалось избежать арестов. Так, карательными отрядами были задержаны агенты «Колибри» и «Валя». Из служебной записки под грифом «Совершенно секретно» следует, что агент «Колибри» после пыток созналась в работе на советскую разведку.
В декабре 1941 года штабом Калининского фронта в город был направлен врач Николай Яковлевич Петров. Ночью 10 декабря он и связные Анна Белозерова и Нина Казакова, преодолев Волгу в районе д. Константиновки, прибыли в город. Под легендой бывшего военнопленного армии Германии Петров устроился на работу в военный госпиталь и собирал информацию у немецких офицеров. Сведения, полученные Петровым и доставленные связными ночью 15 декабря в штаб Калининского фронта, сыграли большую роль при разработке операции по освобождению Калинина. Начальник разведотдела штаба фронта Ф. Д. Пиманов писал о его деятельности:

«Сведения, которые мы получали в те дни от Петрова, были полностью использованы штабом фронта при разработке операции по освобождению города Калинина. В числе тех, кто обеспечил успех этой операции, имя доктора Петрова должно стоять одним из первых».
Особую роль в агентурной разведке играла группа Василия Ратмирова, священнослужителя, агента НКВД. Идея руководителей операции Павла Судоплатова и Зои Рыбкиной состояла в том, чтобы группа прибыла в город до его занятия немцами и осталась там для выполнения разведывательных и диверсионных задач. 27 августа 1941 года, совместно с ещё двумя агентами НКВД, подполковником Василием Михайловичем Ивановым («Васько», старший группы) и Иваном Ивановичем Михеевым («Михась»), Ратмиров был внедрён в город. Ему удалось войти в доверие к начальнику СД Штейру и бургомистру Ясинскому. Целью его деятельности была организация ликвидации одного из рейхсфюреров или самого Гитлера, если они прибудут в город. Также он выполнял функции прикрытия для советской разведывательно-диверсионной резидентуры (иподиаконы Иванов и Михеев, а также радистка).
После освобождения города (произошедшего 16 декабря 1941 года) агентурная работа продолжилась, так как немцы планировали вернуться в город, и ими была оставлена собственная агентурная сеть, регулярно забрасывались новые агенты. Кроме того, оккупация Калининской области продолжалась до 1944 года.

## Калининская наступательная операция

### Переход в наступление советских войск
Для наступления на Калинин 31-я армия была усилена стрелковыми дивизиями и полками тяжёлой артиллерии и 1 декабря 1941 года получила приказ перегруппироваться на левое крыло фронта.
5 декабря началось контрнаступление Красной армии под Москвой. По замыслу операции войска Калининского фронта должны были не только разгромить противостоящую группировку немцев и занять Калинин, но и выйти в тыл вражеским частям, действовавшим северо-западнее Москвы. В первый день сражения войска 31-й армии прорвали передовую линию обороны немцев, продвинулись вперёд на 4—5 км и на участке восточнее Калинина перерезали шоссе Москва — Ленинград, освободив 15 населённых пунктов (в том числе, деревни Старая Константиновка, Пасынково, совхоз Власьево) и создав угрозу коммуникациям 9-й немецкой армии.
29-й армии следовало перерезать главную коммуникацию противника — Старицкое шоссе, что создало бы угрозу полного окружения калининской группировки немцев. Немецкое командование, в свою очередь, чтобы не допустить окружения, перебросило в район боевых действий 129-ю и 110-ю пехотные дивизии, что не позволило войскам 29-й армии выполнить свою задачу.
В связи с этим И. С. Конев повернул часть сил 31-й армии — 256-ю, 247-ю стрелковые и 54-ю кавалерийскую дивизии — на северо-запад для окружения группировку врага в Калинине и, во взаимодействии с 29-й армией, овладения городом.
13 декабря 937-й полк 256-й стрелковой дивизии штурмом овладел деревней Кольцово, а затем населёнными пунктами Малые и Большие Перемерки, Бобачёво, Бычково и к исходу дня 15 декабря вышел на восточную окраину Калинина. Разведке удалось выяснить, что немцы, прикрываясь группами заграждения, готовятся к отходу.
14 декабря соединения 31-й армии обошли Калинин с юго-востока и перерезали Волоколамское и Тургиновское шоссе. У оккупантов в Калинине осталась только одна дорога, связывающая их с собственными тылами, — Старицкое шоссе. К концу дня 15 декабря кольцо советских войск под Калинином почти сомкнулось. Немецкому гарнизону было предложено сдаться, но это предложение было отвергнуто. Немцы начали спешно готовиться к отступлению и 16 декабря вывели главные силы из города. Перед отступлением из 800 солдат и офицеров вермахта был сформирован батальон факельщиков, ночью 16 декабря осуществивший поджог города.

### Освобождение города
16 декабря 1941 года в 3 часа 30 минут советские части, наступая с разных направлений, начали штурм города. За несколько часов до этого 243-я стрелковая дивизия вступила в ружейно-пулемётную перестрелку с противником на северных окраинах Калинина.
С приближением к окраинам города обстановка становилась сложнее. Немцы построили мощные укрепления. На улицах, в подвалах, на чердаках были установлены лёгкие пушки, миномёты и пулемёты. Ближайшие подступы к городу хорошо простреливались.
В 11 утра после многочасового боя батальон под командованием Степаненко ворвался в город со стороны силикатного завода, расположенного на восточной окраине, и у Московской заставы встретил сильное сопротивление противника. Вслед за батальоном Степаненко по соседним улицам, с боями, в город вошли части под командованием майора Второва.
В 11 часов с юга с боем вошли в город правофланговые части 256-й стрелковой дивизии. Преодолевая сопротивление противника, 16 декабря к 11 часам дивизия очистила юго-восточную часть города, а в 14 часов 30 минут 934-й стрелковый полк овладел железнодорожным вокзалом и Советской площадью. 937-й полк продолжал теснить врага, пробился к улице Вагжанова и Советскому переулку, где установил огневую связь с 243-й стрелковой дивизией 29-й армии, штурмовавшей Затверечье и Заволжский район города с севера и северо-запада, и соединился в Советском переулке с подразделениями 910-го полка 243-й стрелковой дивизии.
В это время была дана команда начать преследование противника, а артиллерии — открыть огонь по заранее намеченным объектам в городе. Под прикрытием артиллерии 243-я дивизия с боем ворвалась в пригороды, а к рассвету вышла на берег Волги в районе улицы Володарского и бульвара Ногина. Преодолевая сопротивление немецких арьергардов, 243-я стрелковая дивизия к трём часам утра заняла северную часть Калинина. Днём части генерала Поленова заняли Заволжье, речной вокзал и затем, форсировав Волгу, с боем вступили в центральную часть города.
С юга к городу подошли части 250-й стрелковой дивизии. К 13 часам город был полностью освобождён от нацистских войск.

## Итоги
Победа советских войск под Калинином имела большое значение в битве за столицу. Попытка немецких войск окружить Москву закончилась поражением. Была восстановлена прямая связь между западным и северо-западным стратегическими направлениями и обеспечено взаимодействие Калининского, Западного и Северо-Западного фронтов. 
При освобождении Калинина у немцев было захвачено 190 орудий разного калибра, из них — четыре тяжёлых двенадцатидюймовых, 31 танк, девять самолётов, около тысячи автомашин, 160 миномётов, 303 пулемёта, 292 автомата, 47 мотоциклов, 4500 винтовок, 21 000 снарядов, 12 500 мин, свыше 500 000 патронов, 18 радиостанций, четыре боевых знамени. Кроме того, захвачено два склада боеприпасов, склад с обмундированием, повозки, кабель и много другого военного имущества. В боях в районе Калинина немцы потеряли только убитыми более десяти тысяч солдат и офицеров.
В ходе боёв и оккупации город сильно пострадал: было разрушено 7714 зданий и 510,3 тыс. кв. метров жилой площади, что составило 56 % жилого фонда города, выведено из строя более семидесяти предприятий. Сожжены новые жилые дома по проспекту им. Чайковского и по Ленинградскому шоссе, а также целые жилые кварталы по улицам Вольного Новгорода, Урицкого, Советской, Верховской, Мусоргского, по проспекту Калинина, кварталы в Затверечье и в районе вагонного завода. Выведено из строя всё энергетическое хозяйство города: ГЭС № 2 и № 3, ТЭЦ № 1. Уничтожены или приведены в негодность вся высоковольтная и низковольтная сеть, трансформаторные подстанции. Уничтожено 118 магазинов, 25 столовых, 50 школ, педагогический институт, драмтеатр, филармония, областной краеведческий музей, все больницы, поликлиники, бани и прачечные, уничтожены водопровод, канализация, трамвайное хозяйство, мосты через Волгу и Тьмаку, нарушена телефонная и радиосвязь.
Общий ущерб, причинённый народному хозяйству города, превысил 1,5 млрд рублей.
Однако уже 18 декабря в городе начали работать две пекарни, за восемь дней были восстановлены четыре пекарни и хлебозавод № 1, 26 декабря была запущена турбина ГЭС № 3, давшая городу электроэнергию, 1 января стала работать почта, 7 января восстановлен водопровод, 5 февраля возобновил работу трамвай, в феврале возобновили выработку электроэнергии ТЭЦ № 1 и ГЭС № 2.
На собрании партийного актива города вечером 11 января 1942 года в уцелевшем Доме Красной армии выступил М. И. Калинин:

«В первую очередь необходимо сделать все, чтобы имеющиеся ресурсы пустить на производство вооружения и боеприпасов. Я думаю, чем больше вы будете развивать военное снаряжение, тем скорее будете и отстраиваться. Я даже скажу вам, что если вы хотите сделать свой город не только городом текстильной, но и металлической промышленности, для вас это благоприятный момент, когда вы сможете наладить металлическую промышленность»
В марте 1942 года на восстановленных вагоностроительном заводе, заводе штампов им. 1-го Мая, механическом заводе «Пролетарка» приступили к выпуску снарядов и боеприпасов. На восстановление промышленных предприятий города в 1942—1943 годах было освоено 27 013 тыс. рублей, за 11 месяцев 1944 года — 18 171 тыс. рублей. К окончанию войны в Калинине действовало 78 предприятий промышленности, в том числе восемь новых.
Потери войск Калининского фронта в операции составили свыше 82 000 человек. При освобождении Калинина погибло более 20 000 человек. Потери мирного населения за время оккупации составили более 2500 человек.
В послевоенные годы именами сражавшихся за Калинин (Конева, Ротмистрова, Агибалова, Лукина, Пичугина) были названы улицы.
29 октября 2010 года музею Калининского фронта была вручена полная копия Знамени Победы.
4 ноября 2010 года городу Твери «за мужество, стойкость и массовый героизм, проявленные защитниками города в борьбе за свободу и независимость Отечества» Указом Президента Российской Федерации Д. А. Медведева присвоено почётное звание Российской Федерации — «Город воинской славы».

## Комментарии
1. ↑  В отдельных источниках датой начала оккупации называется 14 октября.
2. ↑  Упоминается также как Штейер.
3. ↑  По подписи на одной из фотографий захоронения.
4. ↑  По данным партизан.

## Статьи
- Герасимова С. А. На северном фланге Московской битвы // Твер. обл. универс. науч. б-ка им. А.М.Горького. — Тверь, 2000. Архивировано 10 апреля 2015 года.
- Анисимов П. Ф. Контрнаступление советских войск под Москвой и освобождение города Калинина. — Тверь, 2001. Архивировано 5 марта 2016 года.
- Екатерина Дубкова. Секретные материалы // «Афанасий-биржа». — 2004.
- Мангазеев И. А. На стороне власовцев // «Шахтёрский край». — Прокопьевск, 2005. — № 1.
- И. Михеев. Священник из фронтовой разведки // «Наука и религия». — 2005. — №  5, 6. — С. 19, 8—9.
- Мангазеев И. А. Кладбища оккупантов // Жизнь и смерть немцев на трудовом фронте // «Шахтёрский край». — Прокопьевск, 2006.
- А. Гаврилов. Роковая ошибка фельдмаршала фон Браухича // «Вече Твери». — Тверь, 2007.
- Шушаков Н. А. Подполковник в отставке Н. Шушаков: машины передвинались не быстрее беженцев // «Вече Твери». — Тверь, 2007.
- Супрунов А. И. Советские танкисты в боях за город Калинин // Тверской край в борьбе с фашизмом. 1941-1945 гг. — Тверь, 2009.
- Мангазеев И. А. Тверские коллаборационисты // «Афанасий-биржа». — Тверь, 2009.
- Клавдия Тяпина. Мы гордимся ими // «Тверская жизнь». — 2010.
- Юлия Загарских. Первый день оккупации Калинина: «Не дай бог пережить ещё раз подобное…» // «Комсомольская правда». — 20.05.2010.
- Александр Громов, Евгения Виноградова. Музею Калининского фронта была вручена полная копия Знамени Победы // «Комсомольская правда». — 2010.
- Елена Морозова. Он участвовал в боях на Калининском фронте // «Кашинская газета». — 2010.
- Евгений Новиков. Галерея // «Сенатор». — 2010. Архивировано 27 октября 2012 года.
- Мангазеев И. А. Кладбища в Калинине // Память о жертвах войны // «Вече Твери». — Тверь, 2010.
- Баруткина Г. В. К 70-летию освобождения города Калинина. Хроника первых дней после победы над оккупантами в 1941 г // «ТИА». — Тверь, 2011.
- Полевой Б. Не забудем и не простим! // Правда. 5 ноября 1941 г.
- Полевой Б. Как фашисты разбойничают в гор. Калинине // Правда. 3 декабря 1941 г.
- Ленский Л. На кого они опирались // Пролетарская правда. 23 января 1942.
- Полевой Б. Предатели // Правда. 26 декабря 1941 г.

## Документы
- Донесение члена военного совета 30-й Армии Н.В.Абрамова от 16.10.1941 о боях за г. Калинин. ЦАМО. Ф. 208. Оп. 2524. Д. 2. Л. 543-549.
- Донесение о безвозвратных потерях № 0464 Калининского фронта от 29.11.1941. ЦАМО. Ф. 33. Оп. 11458. Д. 11.
- Приказ об исключении из списков № 50 ГУФ и УВ КА от 12.04.1942. ЦАМО. Ф. 56. Оп. 12220. Д. 1.
- [militera.lib.ru/memo/russian/sb_na_pravom_flange_moskovskoy_bitvy/03.html [[Центральный архив Министерства обороны Российской Федерации|ЦАМО]]. Ф. 213. Оп. 2002. Д. 5. Л. 54].
- [militera.lib.ru/memo/russian/sb_na_pravom_flange_moskovskoy_bitvy/53.html Сообщение Калининской областной комиссии по установлению и расследованию злодеяний немецко-фашистских захватчиков об ущербе, причиненном ими на территории Калининской области]. ПАКО, ф. 147, оп. 13 (1), д. 426, л. 50–75.
- Указ Президента РФ от 04.11.2010 № 1335 «О присвоении г. Твери почетного звания РФ „Город воинской славы“» (2010). Архивировано из оригинала 28 мая 2014 года.